# Atherinosoma
Atherinosoma – rodzaj ryb z rodziny aterynowatych (Atherinidae).

## Klasyfikacja
Gatunki zaliczane do tego rodzaju:
- Atherinosoma elongata
- Atherinosoma microstoma